# Мирослав Томан
Мирослав Томан  (на чешки: Miroslav Toman) е чехословашки и чешки политик и държавник по време на социализма.
Роден е през 1935 г. в с. Витен (днес квартал на гр. Стражов, Пилзенски край), Чехия. От 1954 г. е член на Чехословашката комунистическа партия. От 1955 г. е сътрудник на Чехословашката служба за държавна сигурност (СтБ) в направление Селско стопанство и икономически шпионаж. Завършва агрономически науки в Академията по социални науки при ЦК на Чехословашката комунистическа пратия, нарежда се сред най-добрите чехословашки специалисти. През 1968 г. е сред най-консервативните дейци на Чехословашката комунистическа партия, която отхвърля Пражката пролет, инициирана от Александър Дубчек. Когато войските на Варшавския договор навлизат в Чехословакия през август 1968 г., Милослав Томан подкрепя навлизането на войските и, след избирането на Густав Хусак за Генерален секретар на Чехословашката комунистическа партия, подкрепя курса на Хусак за „Нормализация“ в политиката на Чехословакия и отхвърляне на Пражката пролет, като е и избран за Член на ЦК на ЧКП и става един от най-приближените на Густав Хусак ръководители на ЧССР. Впоследствие е назначен за заместник-председател на Държавната планова комисия на ЧССР.
От 1981 до 1983 г. е министър на земеделието на Чешката социалистическа република.
От 1983 до 1986 и от 1986 до октомври 1988 г. е министър на земеделието и храните на Чехословакия в правителството на Лубомир Щроугал. От 1986 до април 1988 г. е заместник-председател на Министерския съвет на Чехословакия в правителството на Щроугал и като такъв представлява държавата във ФАО и Комитета за сътрудничество в агропромишления комплекс в рамките на СИВ, като подписва (на 21 януари 1988 г.) Спогодба за взаимна правна защита на сортовете културни растения заедно с министрите на земеделието на България, на Унгария, на Полша, на СССР и със заместник-министрите на Румъния и ГДР.
От октомври 1988 до 1990 г. е заместник-председател на Министерския съвет и председател на Комисията по планиране и научно-техническо развитие на Чехословакия.
През декември 1989 г. се обявява срещу Нежната революция – протести с цел сваляне на комунистическата власт в Чехословакия, а през 1990 г. изпраща протест до Националното събрание на Чехословакия, с което протестира срещу извеждането на съветските войски – Централната група войски от Чехословакия. Впоследствие изпада в конфликт с реформаторите в Чехословакия и заради това е принуден да подаде оставка от поста заместник-председател на Министерския съвет на Чехословакия през 1990 г.
Член е на Централния комитет на Чехословашката комунистическа партия до 1989 г. Синът му Мирослав Томан е министър на земеделието на Чехия от 2018 г.